# Chasse aux espions

Chasse aux espions (Spy Hunt) est un film d'espionnage américain réalisé par George Sherman, sorti en 1950.

## Synopsis
En Suisse, des agents rivaux recherchent deux panthères en fuite, dont l'une a un microfilm caché dans son collier.

## Fiche technique
Source principale : Internet Movie Database - cf. lien externe
- Titre français : Chasse aux espions
- Titre original : Spy Hunt
- Réalisation : George Sherman
- Scénario : Leonard Lee et George Zuckerman (en), d'après le roman Panther's Moon de Victor Canning
- Direction artistique : Alexander Golitzen et Bernard Herzbrun
- Décors : John P. Austin (en) et Russell A. Gausman
- Costumes : Bill Thomas
- Photographie : Irving Glassberg
- Son :
- Montage : Ted J. Kent
- Musique : Walter Scharf
- Production : Ralph Dietrich
- Société de production : Universal Pictures
- Société de distribution :  et  : Universal Pictures
- Pays de production :  États-Unis
- Langue originale : anglais
- Genre : drame
- Format : Noir et blanc - 1,37:1 - Son monophonique (Western Electric Recording) - 35 mm
- Durée : 74 minutes
- Dates de sortie :
  - États-Unis : 8 juin 1950
  - France : 14 novembre 1950
- Box office :
  - France : 942.300 entrées[1]

## Distribution
- Howard Duff : Steve Quain
- Märta Torén : Catherine Ullven
- Philip Friend : Chris Denson
- Philip Dorn : Paul Kopel
- Robert Douglas : Stephen Paradou
- Walter Slezak : docteur Stahl
- Kurt Kreuger : Capitaine Heimer
- Ivan Triesault : un assassin
- Jay Barney : un assassin
- Aram Katcher : George, le concierge
- Otto Waldis : Gormand
- Peter Julien Ortiz : un soldat
- Carl Milletaire : Ticket Clerk